# Jean-Georges Ploner

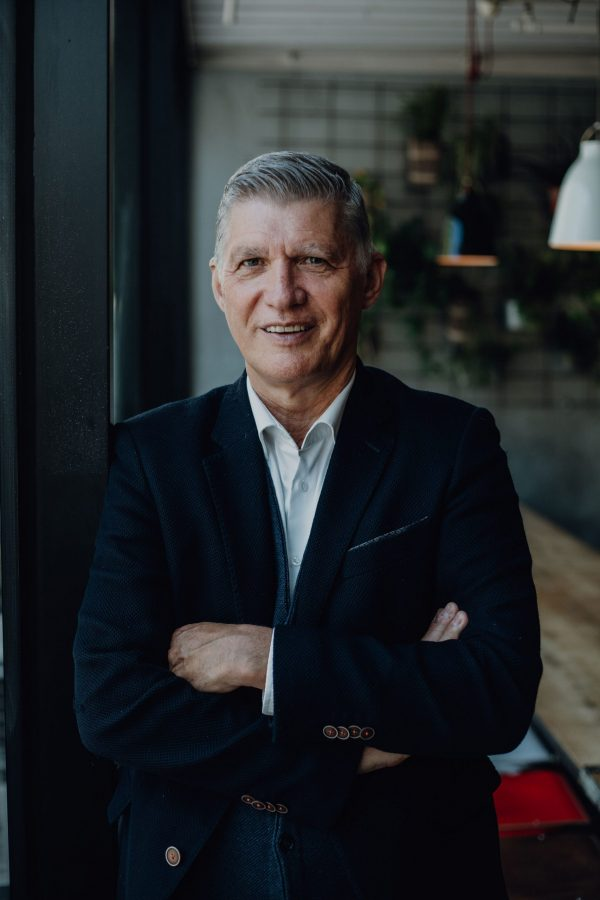
Jean-Georges Ploner (2020)

Jean-Georges Ploner (auch Jean Georges Ploner) (* 9. November 1956 in Straßburg, Frankreich) ist ein französischer Unternehmer, Berater, Hospitality–Experte und Autor.

## Leben
Ploner wuchs in Straßburg auf und machte in Frankreich eine Ausbildung zum Hotelfachmann. Es folgten eine Fortbildung zum staatlich geprüften Gastronomen und Serviermeister an der Hotelfachschule Heidelberg. Berufliche Stationen waren das Hotel Atlantic in Hamburg, das Hilton Hotel in München, der Partenkirchner Hof in Garmisch–Partenkirchen, die Restaurantketten der Marken Burger King und Churrasco, die Maredo Steakhouses sowie die Mövenpick Gruppe (Hotels, Restaurants und Marché Restaurants).
Seit 1994 ist Jean–Georges Ploner geschäftsführender Gesellschafter der Vermögensverwaltung Ploner Hospitality Consulting GmbH (früher Pencom Deutschland). Er ist Gründer der F&B–Heroes GmbH, über die er auch ein Restaurant betreibt.

## Autor
Ploner ist Fachbuchautor zu Themen der Gewinnmaximierung im Gastronomiegewerbe und Autor zahlreicher Artikel in diesem Bereich.

## Publikationen
- Jean Georges Ploner, Hans Jürgen Harthauer: 50 Wege zu mehr Profit in der Bar. Deutscher Fachverlag, 2007, ISBN 978-3-875155044
- Jean Georges Ploner, Tobias Jäckel: Auf der Suche nach Erfolgsrezepten: Persönlichkeiten – Konzepte – Erfolge. Matthaes Verlag, 2010, ISBN 978-3-875150483
- Pierre Nierhaus, Jean Georges Ploner: Reich in der Gastronomie. Matthaes Verlag, Stuttgart 2008. Komplett überarbeitete und erweiterte 4. Auflage 2014. ISBN 978-3-87515-022-3
- Jean Georges Ploner, Frank Müller–Meinke: Mensch verkauf doch! Gewinnbringendes Servicemanagement in der Gastronomie. Matthaes Verlag,  2018, ISBN 978-3-87515-3095